# Пашур-Вишур
Пашур-Вишур — деревня в Шарканском районе Удмуртской республики.

## География
Находится в центральной части Удмуртии на расстоянии приблизительно 13 км на юго-запад по прямой от районного центра села Шаркан.

## История
Известна с 1932 года. До 2021 года входила в состав Ляльшурского сельского поселения.

## Население
Постоянное население составляло 462 человека в 2002 году (удмурты 96 %), 419 в 2012.